# آنا (مجموعه تلویزیونی)
آنا (به کره‌ای: 안나) یک مجموعه وبی محصول کره جنوبی است که به نویسندگی و کارگردانی لی جو یونگ و با بازی سوزی، جونگ اون چه و کیم جون هان ساخته شده‌است. این مجموعه داستان زنی را روایت می‌کند که زندگی کاملاً متفاوتی را با یک دروغ کوچک شروع می‌کند. این مینی‌سریال شش قسمتی در ابتدا قرار بود یک فیلم بلند با عنوان آنای دوم باشد اما با توجه به پتانسیل داستان به یک درام شش قسمتی تبدیل شد. آنا از ۲۴ ژوئن ۲۰۲۲ از کوپانگ کو پخش شد.

## خلاصهٔ داستان
مجموعه آنا داستان یومی (سوزی) را روایت می‌کند که پس از گرفتار شدن در دروغ‌هایش، خود را گم می‌کند و در حالی که نمی‌تواند از دنیای خیالی خود خارج شود در زندگی هیون جو (اون چه) به دام می‌افتاد.

## بازیگران

### اصلی
- سوزی در نقش یومی[۷]
- جونگ اون چه در نقش هیون جو[۸]
- کیم جون هان در نقش جی هون (همسر یومی)[۹]
- پارک یه یونگ در نقش جی وون (دوست صمیمی یومی)[۹]

### بازیگران فرعی
- کیم جونگ یونگ در نقش هونگ جو (مادر یومی)[۱۰]
- چوی یونگ جین در نقش لی سانگ هو (پدر یومی)
- هو هیونگ گیو در نقش کانگ جه هو[۱۱]
- وو جی هیون در نقش سون وو (کارمند رستوران)[۱۲]
- کیم سو جین در نقش رئیس کیم (کارمند شرکت)[۱۳]
- اوه مان سوک در نقش آقای لی (پدر هیون جو)[۱۴]
- بک جی وون در نقش مادر هیون جو[۱۵]
- یون جی مین در نقش پروفسور یون[۱۶]
- هونگ هی وون در نقش منشی جونگ
- چو کی جونگ در نقش مادر جه هو
- جانگ‌ها اون در نقش ناره (دانشجوی دانشگاه ییل)[۱۷]
- لی جه یون در نقش معلم موسیقی[۱۸]
- پارک سو یون در نقش منشی چو یو می[۱۹]

## تولید

### فیلمبرداری
فیلمبرداری آنا در ۱۵ اکتبر ۲۰۲۱ آغاز شد و در ۲۳ مارس ۲۰۲۲ به پایان رسید.

## جنجال
کارگردان لی جو یانگ در ۲ اوت ۲۰۲۲ کوپانگ پلی را متهم کرد که بدون رضایت او ویرایش‌های اصلی سریال را انجام داده‌است. اگرچه نسخه نهایی سریال ارائه شده توسط لی جو یانگ شامل ۸ قسمت (۴۵ تا ۶۱ دقیقه در هر قسمت) بود، این سریال که در ۲۴ ژوئیه پخش شد شامل ۶ قسمت (۴۵ تا ۶۳ دقیقه در هر قسمت) بود. لی جو یانگ درخواست کرده بود که نام او را در تیتراژ کارگردانی و فیلمنامه حذف کند، اما نادیده گرفته شد.
یک روز بعد، کوپانگ کو در بیانیه‌ای توضیح داد که آنها دریافتند که تدوین کارگردان به‌طور قابل توجهی با آنچه در ابتدا با آنها توافق شده بود متفاوت است، اما زمانی که آنها چندین بار درخواست کردند تا مطابق آنچه توافق شده بود ویرایش کنند، کارگردان آن را رد کرد. از این رو کوپانگ کو، با رضایت سازنده و مطابق با حقوق مندرج در قرارداد، اثر را مطابق با هدف تولید اصلی ویرایش کرد. با این حال، طرف کارگردان لی جو یانگ اظهار داشت که او نه درخواستی برای اصلاحات دریافت کرده و نه از انجام آن امتناع کرده‌است. علاوه بر این، هم لی جو یانگ و هم ویرایشگر کیم جونگ هون ادعا کردند که هرگز نظری در مورد ویرایش از کوپانگ کو دریافت نکرده‌اند.
پیش از این در ۸ ژوئیه، کوپانگ کو اعلام کرده بود که نسخه توسعه یافته این سری را در ماه اوت منتشر خواهد کرد. در میان بحث و جدل، مشخص شد که برش کارگردان است که از ۸ قسمت تشکیل شده‌است. و در ۱۲ اوت منتشر شد.

## جوایز و نامزدی‌ها
| سال  | مراسم                                        | عنوان جایزه                             | گیرنده       | نتیجه     |
| ---- | -------------------------------------------- | --------------------------------------- | ------------ | --------- |
| ۲۰۲۲ | هشتمین جشنواره اهدای جوایز ای‌پی‌ای‌ان استار    | برترین بازیگر نقش اول زن در درام اوتی‌تی | به سوزی      | نامزدشده  |
| ۲۰۲۲ | هشتمین جشنواره اهدای جوایز ای‌پی‌ای‌ان استار    | بهترین بازیگر نقش اول زن در درام اوتی‌تی | جونگ اون چه  | نامزدشده  |
| ۲۰۲۲ | هشتمین جشنواره اهدای جوایز ای‌پی‌ای‌ان استار    | بهترین بازیگر نقش مکمل زن               | بک جی وون    | برنده     |
| ۲۰۲۲ | هشتمین جشنواره اهدای جوایز ای‌پی‌ای‌ان استار    | جایزه ستاره محبوبیت بازیگر زن           | به سوزی      | نامزدشده  |
| ۲۰۲۲ | پنجاه و هشتمین مراسم جوایز ناقوس بزرگ        | جایزه کارگردان فیلم/سریال               | لی جو یونگ   | برنده     |
| ۲۰۲۳ | پنجاه و نهمین مراسم اهدای جوایز هنری بکسانگ  | بهترین کارگردان                         | لی جو یونگ   | نامزدشده  |
| ۲۰۲۳ | پنجاه و نهمین مراسم اهدای جوایز هنری بکسانگ  | بهترین بازیگر نقش اول زن                | به سوزی      | نامزدشده  |
| ۲۰۲۳ | پنجاه و نهمین مراسم اهدای جوایز هنری بکسانگ  | بهترین بازیگر نقش مکمل مرد              | کیم جون هان  | نامزدشده  |
| ۲۰۲۳ | پنجاه و نهمین مراسم اهدای جوایز هنری بکسانگ  | بهترین بازیگر نقش مکمل زن               | جونگ اون چه  | نامزدشده  |
| ۲۰۲۳ | جوایز برش کارگردان                           | بهترین بازیگر نقش اول زن                | به سوزی      | برنده     |
| ۲۰۲۳ | جوایز برش کارگردان                           | جایزه بهترین بازیگر زن تازه‌کار          | پارک یه-یونگ | برنده     |
| ۲۰۲۳ | جوایز برش کارگردان                           | بهترین بازیگر نقش اول زن                | جونگ اون چه  | نامزدشده  |
| ۲۰۲۳ | جوایز برش کارگردان                           | جایزه بهترین بازیگر مرد تازه‌کار         | چوی یونگ جین | نامزدشده  |
| ۲۰۲۳ | دومین مراسم اهدای جوایز سریال اژدهای آبی     | بهترین بازیگر نقش اول زن                | به سوزی      | برنده     |
| ۲۰۲۳ | دومین مراسم اهدای جوایز سریال اژدهای آبی     | بهترین بازیگر نقش مکمل مرد              | کیم جون هان  | نامزدشده  |
| ۲۰۲۳ | دومین مراسم اهدای جوایز سریال اژدهای آبی     | بهترین بازیگر نقش مکمل زن               | جونگ اون چه  | نامزدشده  |
| ۲۰۲۳ | نهمین مراسم اهدای جوایز بین‌المللی دراما سئول | بهترین بازیگر نقش اول زن                | به سوزی      | در انتظار |